# Oncopagurus
Oncopagurus is een geslacht van kreeftachtigen uit de klasse van de Malacostraca (hogere kreeftachtigen).

## Soorten
- Oncopagurus africanus (de Saint Laurent, 1972)
- Oncopagurus bicristatus (A. Milne-Edwards, 1880)
- Oncopagurus bifidus Lemaitre, 2014
- Oncopagurus brevis Lemaitre, 2014
- Oncopagurus cidaris Lemaitre, 1996
- Oncopagurus conicus Lemaitre, 2006
- Oncopagurus crusoei Lemaitre, 2014
- Oncopagurus elevatus Lemaitre, 2014
- Oncopagurus elongatus Lemaitre, 2014
- Oncopagurus glebosus Lemaitre, 1997
- Oncopagurus gracilis (Henderson, 1888)
- Oncopagurus haigae (de Saint Laurent, 1972)
- Oncopagurus indicus (Alcock, 1905)
- Oncopagurus minutus (Henderson, 1896)
- Oncopagurus mironovi Zhadan, 1997
- Oncopagurus monstrosus (Alcock, 1894)
- Oncopagurus oimos Lemaitre, 1998
- Oncopagurus orientalis (de Saint Laurent, 1972)
- Oncopagurus petilus Lemaitre, 2014
- Oncopagurus pollicis Lemaitre, 2014
- Oncopagurus rossanae Lemaitre, 2014
- Oncopagurus spiniartus Lemaitre, 2014
- Oncopagurus stockmani Zhadan, 1997
- Oncopagurus tuamotu Lemaitre, 1994